# Tomás Burgos
Tomás Burgos Gallego (Valladolid, 21 de abril de 1962) es un político español.

## Biografía
Cursó estudios de Medicina en la Universidad de Valladolid, sin acabarlos (ficha del Congreso: Medicina y Cirugía. Universidad de Valladolid). Completa su currículum no universitario con dos títulos en Dirección de Instituciones Sanitarias y un "máster Ejecutivo en Gestión Sanitaria".  Como otros políticos, ha estado envuelto en la polémica debido a que en algún momento ha figurado en su CV y con su consentimiento aparente el título de médico o licenciado en Medicina sin realmente serlo. Teóricamente Diplomado en el V Programa de Liderazgo para la Gestión Pública (PLGP), IESE Business School Universidad de Navarra, en Madrid y diplomado en Programa Ejecutivo de Gestión para Parlamentarios que imparte el IE (Instituto de Empresa) Business School. Tras el escándalo del máster de Cifuentes, borró todos sus másteres y títulos de su curriculum vitae.
Miembro de Alianza Popular desde muy joven, inicia su carrera política a los 25 años cuando le dan el cargo de procurador regional en las Cortes de Castilla y León (1987), que repite hasta 1993. Durante la II y III Legislaturas de las Cortes de Castilla y León desempeñó los cargos de secretario general y portavoz adjunto del Grupo Parlamentario Popular.1987-1991. Asimismo, es presidente nacional de Nuevas Generaciones del Partido Popular de 1990 a 1993. Ese año sale elegido en la lista del PP por la que alcanza la categoría de diputado al Congreso. En sucesivas Legislaturas, hasta la X, repite en las listas y por tanto escaño.
Ejerce en esos años labores diversas: portavoz adjunto de Sanidad; portavoz de Consumo; portavoz de la Comisión Parlamentaria del Pacto de Toledo, presidente de la Comisión Nacional de Pensiones del PP, etc.
El 30 de diciembre de 2011 fue nombrado secretario de Estado de Seguridad Social. Y el 9 de enero dejó su escaño en el Congreso. En su ficha del Congreso no aparece la "Declaración de Actividades" ni tampoco "Declaración de Bienes y Rentas" a pesar de las 5 legislaturas en las que ocupó escaño.
Elegido diputado nacional por la circunscripción de Valladolid en las elecciones generales celebradas el 20 de diciembre de 2015 al Congreso de los Diputados. Cabeza de lista electoral del Partido Popular por esa provincia.
El 11 de noviembre de 2016 el Gobierno anunció que seguiría desempeñando las funciones como secretario de Estado de Seguridad Social.
Burgos ha falseado y luego rectificado su currículum en el que figuraban títulos que nunca llegó a poseer, como el de Licenciado en medicina.

## Actividad como político profesional
- Vicepresidente segundo de la Comisión de Trabajo y Asuntos Sociales
- Vocal de la Comisión de Cooperación Internacional para el Desarrollo
- Vocal de la Subcomisión sobre la Política de Inmigración (154/10)
- Secretario General de la Presidencia. Consejería de la Presidencia, Administración Pública e Interior. Junta de Andalucía